# ترابری شهری در لندن
ترابری شهری در لندن (انگلیسی: Transport in London) تنها محدود به مترو نبوده و دارای جورواجوری بسیار است. از میان آن‌ها می‌توان به اتوبوس‌ها، قطار بومی، تاکسی، اتوبوس‌های دریایی و دوچرخه‌های عمومی اشاره کرد.

## اتوبوس‌های شبانه‌روزی لندن انگلستان
اتوبوس‌های دوطبقه که در درازای شبانه‌روز برای بردن مسافرین، در سطح شهر آمدوشد می‌کنند. این اتوبوس‌ها برای بهره‌مندی مردم سالخورده و ناتوان با صندلی چرخ‌دار نیز به‌راستی شایسته‌اند و برای این کسان و کودکان زیر یازده سال رایگان هستند.

## سامانه مترو در لندن
متروی لندن انگلستان، بخشی جدایی‌ناپذیر از زندگی مردم این شهر است و از مرکز شهر لندن به هشت بخش گوناگون در گرداگرد شهر بخش می‌شود. متروی لندن، برای هر گذر تک‌نفره برابر حدوداً ۲۰٬۰۰۰ تومان ایران (۱۳۹۸) است.

## اتوبوس‌های آبی در لندن یا River Bus
با بهره‌مندی از اتوبوس‌های آبی می‌توان با شتاب بسیار به مناطق اصلی پایتخت انگلستان دسترسی داشت و در هنگام جابه‌جایی، از زیبایی‌های رودخانهٔ تیمز (Thames) نیز بهره‌مند شد.

## قطارهای بومی لندن انگلستان
قطارهای بومی لندن، در همبستگی تنگاتنگ با خطوط مترو هست، ولی راه این قطارها، بیشتر از خطوط ریلی زیرزمینی گسترش یافته‌است و توانایی دسترسی به نواحی دورتر از مترو را برای مردم فراهم می‌کنند.

## دوچرخه‌های همگانی در لندن انگلیس
به‌کار بردن دوچرخه، یکی از روش‌های دوست‌داشتنی، برای گشت‌وگذار در کناره شهر لندن است و نیم ساعت نخست به‌کارگیری آن رایگان است. در شهر لندن دوچرخه برای بهره‌مندی همگان در بیش از هفتاد ایستگاه، در سراسر شهر توزیع‌شده‌اند.

## تاکسی‌رانی در لندن انگلستان
تاکسی‌های مشکی و کلاسیکی در سطح شهر لندن انگلستان وجود دارند.